# اینا سوپراون
اینا سوپراون (انگلیسی: Inna Suprun؛ زادهٔ ۱۰ آوریل ۱۹۸۳) ورزشکار دوگانه اهل اتحاد جماهیر شوروی سوسیالیستی است.